# Ichiki-Kushikino
Ichiki-Kushikino (japanisch いちき串木野市, Ichiki-Kushikino-shi) ist eine Stadt in der Präfektur Kagoshima auf der Satsuma-Halbinsel in Japan.

## Geschichte
Sie wurde am 11. Oktober 2005 aus der Vereinigung der Stadt Kushikino (串木野市, -shi) und der Gemeinde Ichiki (市来町, -chō) des Landkreises Hioki gegründet.

## Verkehr
- Straßen:
  - Nationalstraße 3: nach Kitakyūshū oder Kagoshima
  - Nationalstraße 270
- Zug:
  - JR Kagoshima-Hauptlinie: nach Kokura oder Kagoshima
- Fähre:
  - Ichiki-Kushikino ist Ausgangspunkt der Fähren zu den Koshikijima-Inseln

## Städtepartnerschaften
- Salinas (Kalifornien) seit 1979

## Angrenzende Städte und Gemeinden
- Satsumasendai
- Hioki

## Persönlichkeiten
- Haseba Sumitaka (1854–1914), Regierungsbeamter und Politiker
- Shūhei Akasaki (* 1991), Fußballspieler
- Katsunori Ueebisu (* 1996), Fußballspieler